# Вистинское сельское поселение
Ви́стинское се́льское поселе́ние — муниципальное образование, входящее в состав Кингисеппского района Ленинградской области. Административный центр — деревня Вистино.
Глава муниципального образования — Агафонова Юлия Ивановна. Глава администрации — Сажина Ирина Николаевна.

## Географические данные
Располагается на южном побережье Финского залива, занимает почти весь Сойкинский полуостров.
Около 60 % земель занимают леса, в основном хвойные. Высота Сойкинской возвышенности, на которой находится поселение — 136 м над уровнем моря.
По территории поселения проходят автодороги:
- А180 «Нарва» (E 20) (Санкт-Петербург — Ивангород — граница с Эстонией)
- 41А-007 (Санкт-Петербург — Ручьи)
- 41К-018 (Копорье — Ручьи)

Расстояние от административного центра поселения до районного центра — 75 км.

## История
В начале 1920-х годов в составе Сойкинской волости Кингисеппского уезда был образован Сойкинский сельсовет.
В августе 1927 года Сойкинский сельсовет вошёл в состав Котельского района Ленинградской области.
В ноябре 1928 года к Сойкинскому сельсовету присоединены упразднённые Андреевщинский и Мишинский сельсоветы.
20 сентября 1931 года Котельский район был ликвидирован, Сойкинский сельсовет вошёл в состав Кингисеппского района.
22 февраля 1939 года к Сойкинскому сельсовету присоединён Косколовский сельсовет.
16 июня 1954 года в состав Сойкинского сельсовета вошёл ликвидированный Горковский сельсовет. По данным 1966 года центром Сойкинского сельсовета являлась деревня Вистино.
18 января 1994 года постановлением главы администрации Ленинградской области № 10 «Об изменениях административно-территориального устройства районов Ленинградской области» Сойкинский сельсовет, также как и все другие сельсоветы области, преобразован в Сойкинскую волость.
1 января 2006 года в соответствии с областным законом № 81-оз от 28 октября 2004 года «Об установлении границ и наделении соответствующим статусом муниципального образования Кингисеппский муниципальный район и муниципальных образований в его составе» образовано Вистинское сельское поселение, в его состав вошла территория бывшей Сойкинской волости.

## Население
| 2006  | 2010  | 2011  | 2012  | 2013  | 2014  | 2015  |
| ----- | ----- | ----- | ----- | ----- | ----- | ----- |
| 1900  | ↘1748 | ↘1746 | ↗1800 | ↘1796 | ↗1853 | ↗1861 |
| 2016  | 2017  | 2018  | 2019  | 2020  | 2021  | 2023  |
| ↘1798 | ↘1774 | ↘1761 | ↘1730 | ↘1723 | ↘1271 | ↘1250 |
| 2024  | 2025  |       |       |       |       |       |
| →1250 | ↗1292 |       |       |       |       |       |

## Состав сельского поселения
В состав поселения входят 19 населённых пунктов:
| №  | Населённый пункт | Тип населённого пункта          | Население   |
| -- | ---------------- | ------------------------------- | ----------- |
| 1  | Валяницы         | деревня                         | ↘68 (2017)  |
| 2  | Вистино          | деревня, административный центр | ↗884 (2017) |
| 3  | Глинки           | деревня                         | ↘36 (2017)  |
| 4  | Горки            | деревня                         | ↗67 (2017)  |
| 5  | Дубки            | деревня                         | ↗28 (2017)  |
| 6  | Залесье          | деревня                         | ↘38 (2017)  |
| 7  | Косколово        | деревня                         | ↘27 (2017)  |
| 8  | Кошкино          | деревня                         | ↘3 (2017)   |
| 9  | Красная Горка    | деревня                         | →5 (2017)   |
| 10 | Логи             | деревня                         | ↘54 (2017)  |
| 11 | Логи             | посёлок                         | ↗11 (2017)  |
| 12 | Мишино           | деревня                         | ↘18 (2017)  |
| 13 | Новое Гарколово  | деревня                         | ↘5 (2017)   |
| 14 | Пахомовка        | деревня                         | ↘40 (2017)  |
| 15 | Ручьи            | деревня                         | ↘293 (2017) |
| 16 | Слободка         | деревня                         | ↘25 (2017)  |
| 17 | Сменково         | деревня                         | →7 (2017)   |
| 18 | Старое Гарколово | деревня                         | ↘10 (2017)  |
| 19 | Югантово         | деревня                         | ↘51 (2017)  |

## Социальная сфера
В Вистинском сельском поселении работают школа, детский сад и Дом Культуры (находятся в центре поселения — деревне Вистино)

## Экономика
Ранее жители поселения занимались добычей и обработкой рыбы, но в связи с ликвидацией рыболовецкого колхоза «Балтика» этот вид промысла исчез.
На территории Вистинского сельского поселения идёт строительство портово-перегрузочного комплекса. Работы ведет ОАО «Компания „Усть-Луга“». Строительство портов предполагается в деревнях Вистино и Косколово.

## Коренной малочисленный народ ижора, проживающий на территории поселения
На территории поселения проживают исконные обитатели этих земель — ижора. В деревнях Вистино, Горки, Ручьи и некоторых других частично сохранился традиционный уклад жизни ижор. Они по-прежнему ловят рыбу, занимаются земледелием. Сохранению традиционной культуры способствуют проведение ижорских праздников, деятельность фольклорных ансамблей «Шойкулан лаулут» (Сойкинские напевы) из деревни Горки и «Рыбачка» из д. Вистино.
Большую работу по сохранению и возрождению ижорской культуры и языка проводит Ижорский музей в деревне Вистино (просветительские программы, экускурсии, курсы ижорского языка и рукоделия).